# 외뿔소자리 신성
A0620-00(1A 0620-00의 줄임말)는 외뿔소자리 방향으로 약 3,460 광년 떨어져 있는 쌍성계이자 엑스선 신성이다.

## 구성원
A0620-00는 천체 두 개로 구성된다. 첫 번째 천체는 분광형 K5 V의 K형 주계열성이다. 두 번째 천체는 눈에 보이지 않으나 계산으로 나온 질량 6.6 M☉으로 미루어 보아 중성자별로 보기에는 너무 무겁기 때문에 블랙홀일 것으로 추정한다. 지구로부터의 거리는 약 3,460광년으로 태양계에서 가장 가까운 블랙홀이다. 항성계 구성원 둘은 서로의 질량중심을 7.75시간에 1회 공전하고 있다.

## 엑스선 폭발
A0620-00는 관측 대상이 된 이래 지금까지 두 번의 엑스선 폭발을 일으켰다. 최초 폭발은 1917년 이었고 두 번째 폭발은 아리엘 5호 위성이 1975년에 관측했다. 관측 당시 기준으로 A0620-00는 역대 최고로 밝은 엑스선원이었다. 이 항성계는 현재 엑스선 신성으로 분류되어 있다.

## 엑스선 방출
A0620-00 계의 블랙홀은 동반 천체 K형 별의 물질을 끌어와서 자신의 강착원반으로 옮기고 있다. 이 강착 원반은 막대한 양의 가시광선과 엑스선을 뿜는다.

## 변광
K형 별은 타원체 모양으로 늘어나 있기 때문에 우리 눈에 보이는 표면 면적과 겉보기 등급이 시간에 따라 변화한다. 따라서 A0620-00는 변광성의 성격을 지니며 아르겔란더 명명법으로 외뿔소자리 V616으로 표기하기도 한다.